# Pleumosiens
Les Pleumosiens, les Lévaques, les Gordunes les Centrons (ou Ceutrons) et les Grudiens étaient des tribus clientes (de la famille, dépendant) des Nerviens, peuple de la Gaule belgique.
Les Pleumosiens habitaient les bords de la Sambre, à partir de Marcinelle jusqu'à Namur. Leur pays s'étendait de Namur jusqu'à Court-Saint-Étienne ; à l'ouest, des rives de la Thyle jusqu'à Loupoigne, aux limites occidentales de Thines, Buzet, Obaix, Pont-à-Celles, Luttre, Thiméon, Gosselies, Roux (Charleroi) et Monceau-sur-Sambre, suivant le cours du Piéton. Ces localités et rivières sont situées dans la province de Hainaut ou très proches d'elle.